# Територіальні тварини

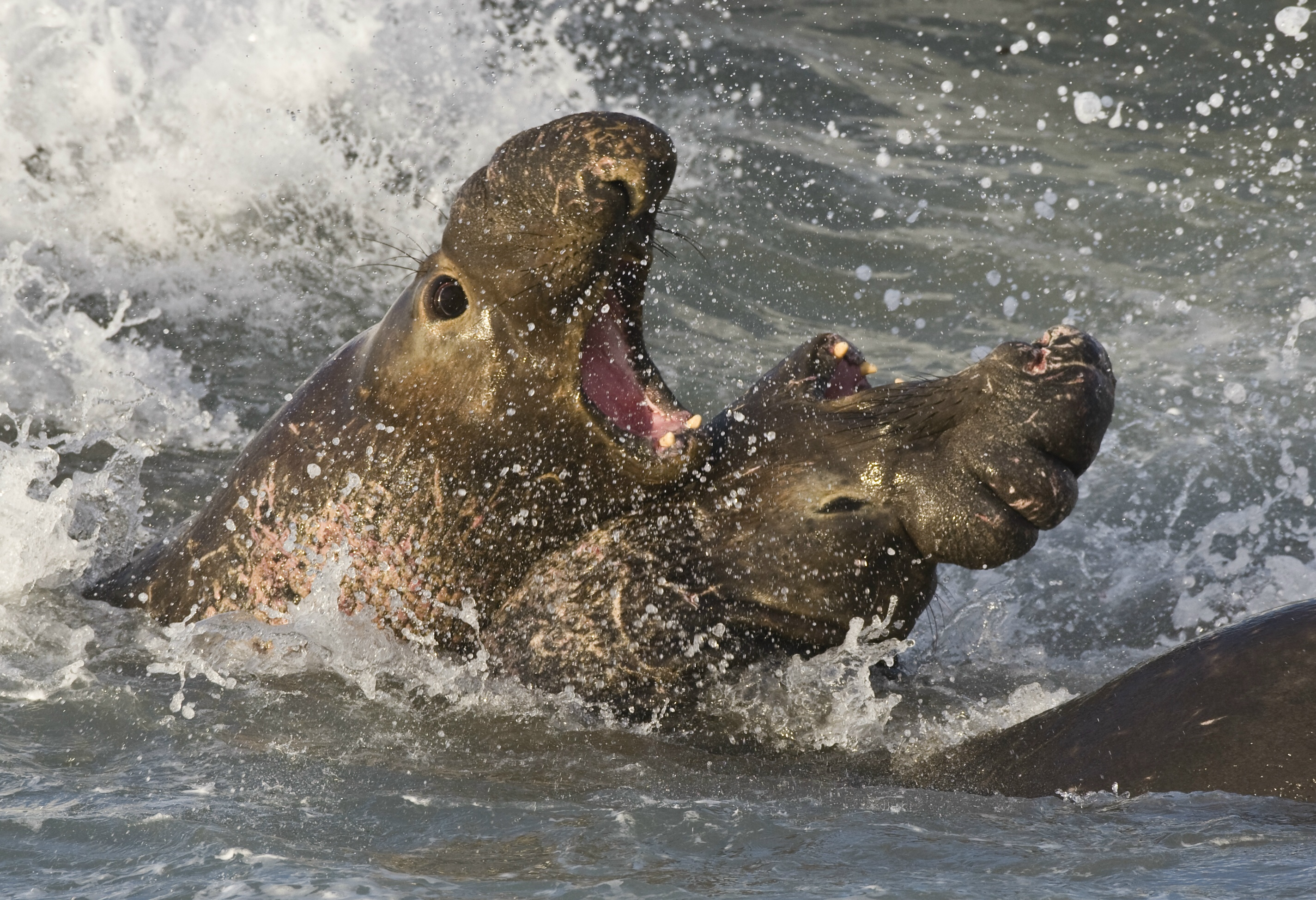
Бійка північних слонових тюленів за територію

Територіальні тварини — тварини, які захищають певну територію від вторгнення представників того ж виду (інколи також інших, особливо споріднених, видів).

## Історія
Вперше спостереження територіальної поведінки було здійснене британським орнітологом Еліотом Говардом та опубліковано в 1920 році. В 1930-тих роках були проведені детальніші дослідження американським орнітологом Маргарет Морзе Найс на прикладі співочого горобця, що були популяризовані Робертом Ардрі в книзі «Територіальний рефлекс» (The Territorial Imperative), популярність якої привела до перебільшення оцінок ролі територіальності в екології. Проте лише невелика кількість видів підтримує чітко визначені території, в межах яких ці тварини знаходять всі необхідні їм ресурси.

## Класичні території
Зазвичай територіальні тварини захищають райони, що містять гніздо, ділянку для спаровування або багаті джерела їжі для себе та для свого потомства. Захист рідко виливається у відкриті бійки: найчастіше достатньо помітних ознак, що можуть бути як візуальними (наприклад, червоні груди вільшанки), звуковими (наприклад, вокалізація птахів або крики гібонів) або нюховими, як мічення території пахучим секретом. 
Більшість територіальних ссавців мітять свої території саме останнім чином (запах), мітки наносяться у вигляді сечі, калу або через тертя об поверхні частинами тіла, що мають спеціалізовані залози для виділення секрету. Наприклад, представники родини псових наносять мітки за допомогою сечі та калу, тоді як котові мітять територію через тертя об поверхні. Багато напівмавп також мітять територію пахучими речовинами, наприклад, червоночеревий лемур створює ділянки, які захищаються групами з 2-10 особин у тропічних дощових лісах східного Мадагаскару, так саме поступають і самці діадемового сіфаки. Західна огорожева ящірка захищає свою територію демонстрацією та бійками, але втрачає активність після шлюбного періоду.
Безхребетні, що проявляють територіальність, включають деяких мурах та бджіл

## Захист територій
Одну територію може захищати як одна тварина, так і пара або група тварин. Зазвичай спосіб захисту територій не є невід'ємною характеристикою виду: наприклад, вільшанки захищають території парами під час шлюбного періоду, але поодинці узимку. Деякі нектароїдні види захищають територію лише уранці, коли рослини найбагатші на нектар. У видів, що не формують пар, території самців і самок часто незалежні, тобто самці захищають свої території лише від інших самців, а самки — від інших самок. В цьому випадку, якщо вид полігінійний, територія одного самця може включати кілька територій самок, а якщо поліандровий, як у північної якани, навпаки.
Часто тварини захищають території, що мають лише один тип ресурсів. Наприклад, чорні дрозди можуть захищати території харчування, що знаходяться окремо від їх місць гніздування, а види, що формують токовище, такі як самці антилопи-коб, захищають токовище.
Територіальність була показана для відносно невеликого числа видів. Набагато частіше особини або групи особин мають звичайні території, які вони постійно використовують, але зазвичай не захищають, так званий домашній ареал. Домашні ареали різних особин або груп перекриваються, а в районах перекриття особини частіше уникають один одного, ніж вступають у сутички. В межах домашнього ареалу може існувати «центральна зона», яку інші особини не відвідують, але найчастіше це трапляється через уникнення, а не захист.
Часто висловлюється припущення, що територіальність визначається наявністю джерел їжі, від яких залежить вид. Наявність локалізованих джерел, достатніх для особини або невеликої групи, викликає розвиток територіальності. Добрим прикладом є поведінка великих хижих ссавців, таких як ведмеді, що потребують великої захищеної території, щоб гарантувати прожиток, коли такими джерелами є річки з рибою. Навпаки, у випадку неперебаченого розподілу їжі, як це трапляється з комахїдними птахами, територіальність рідкісна, зокрема серпокрильцеві зазвичай захищають лише власне гніздо.

## Додаткові матеріали
- Walther, F. R., E. C. Mungall, G. A. Grau. (1983) Gazelles and their relatives : a study in territorial behavior Park Ridge, N.J. : Noyes Publications 239 p. ISBN 0-8155-0928-6
- Stokes, A. W. (editor) (1974) Territory Stroudsburg, Pa., Dowden, Hutchinson & Ross 398 p. ISBN 0-87933-113-5
- Klopfer, P. H. (1969) Habitats and territories; a study of the use of space by animals New York, Basic Books 117 p.